# Peter Vischer
Peter Vischer, también conocido como Peter Vischer el Viejo (h.1455 - 7 de enero de 1529), fue un escultor alemán, hijo de Hermann Vischer, y el miembro más destacado de la conocida familia Vischer de Núremberg.

## Vida
Nació y murió en Núremberg. Se convirtió en "maestro" en 1489, y en 1494 fue llamado por Felipe del Palatinado a Heidelberg. Sin embargo, pronto regresó a Núremberg, donde trabajó con la ayuda de sus cinco hijos, Hermann, Peter, Hans, Jakob y Paul. 
Peter Vischer el Viejo está honrado en el Walhalla, Paseo de la Fama y del Honor que actualmente rinde honores a 191 individuos de idioma alemán de los últimos 1800 años.

## Valoración
En cuanto a la técnica, pocos escultores en bronce lo han llegado a igualar, pero sus diseños se ven estropeados por un exceso de realismo amanerado y una moda demasiado exuberante. 
Su principal obra en los primeros tiempos, la tumba de Arzobispo Ernest en la catedral de Magdeburgo (1495), está rodeada con finas estatuillas de los Apóstoles bajo doseles semi-góticos; es de un estilo más puro que el magnífico sepulcro de san Sebaldo, una alta estructura de bronce en forma de dosel, poblado de relieves y estatuillas de la manera más lujosa.
La forma general del sepulcro es gótica, pero los detalles pertenecen al renacimiento italiano del siglo XVI. Esta gran obra es en realidad un pedestal con dosel que soporta y encierra el sepulcro, no este mismo, que es una obra del siglo XIV, teniendo la forma de gablete propia de la Edad Media para relicarios de metal con más libertad y originalidad. Algunas de las estatuillas de santos unidas a las finas columnas del dosel están modeladas con mucha gracia e incluso dignidad de forma. Una pequeña figura del propio Pedro, introducida el final en la base, es una maravilla de inteligente realismo: se ha representado a sí mismo como un hombre corpulento y barbudo, luciendo un gran delantal de cuero y sosteniendo algunas de las herramientas de su arte. 
Este magnífico sepulcro es un ejemplo destacado del espíritu poco comercial que animaba a los artistas de la época, y del evidente disfrute de su trabajo. Dragones, grutescos y pequeñas figuras de chicos, mezclados con un gracioso follaje calado, ocupan hasta el último lugar del dosel.
Las dos figuras de la tumba de Maximiliano I de Habsburgo por Peter Vischer (Rey Arturo & Teodorico el Grande), en la Hofkirche de Innsbruck, comenzó en 1521, son quizá la obra alemana más meritoria de esta clase en el siglo XVI, y muestra considerable influencia italiana.

## Obra
- Tumba del Obispo Johannes IV., en la catedral de Breslau (1496);
- Tumba del Arzobispo Ernest, en la catedral de Magdeburgo (1497);
- El sepulcro de san Sebaldo en la iglesia de san Sebaldo en Núremberg, entre 1508 y 1519; *Una gran reja encargada por los hermanos Fugger en Augsburgo (hoy perdida);
- Un relieve de la "Coronación de la Virgen" en la catedral de Erfurt (hay un segundo ejemplo en la Schlosskirche de Wittenberg, 1521);
- Las lápidas para Margareta Tucherin en la catedral de Ratisbona (1521), y para la familia Eisen en la iglesia de san Egidio en Núremberg (1522);
- El epitafio para el cardenal Albrecht de Brandenburgo en la iglesia colegiata en Aschaffenburg (1525);
- El epitafio de la duquesa Helene de Mecklemburgo en la catedral en Schwerin.

Además de éstas, hay toda una serie de obras que se adjudican a Pedro el Viejo con menos certeza. 

## Galería

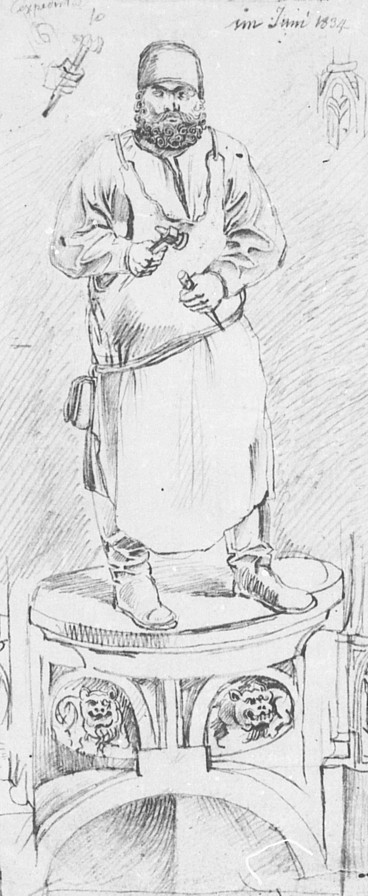
Detalle del sepulcro de San Sebaldo en el que se ve el autorretrato de Peter Vischer; dibujo de Georg Christian Wilder, 1834
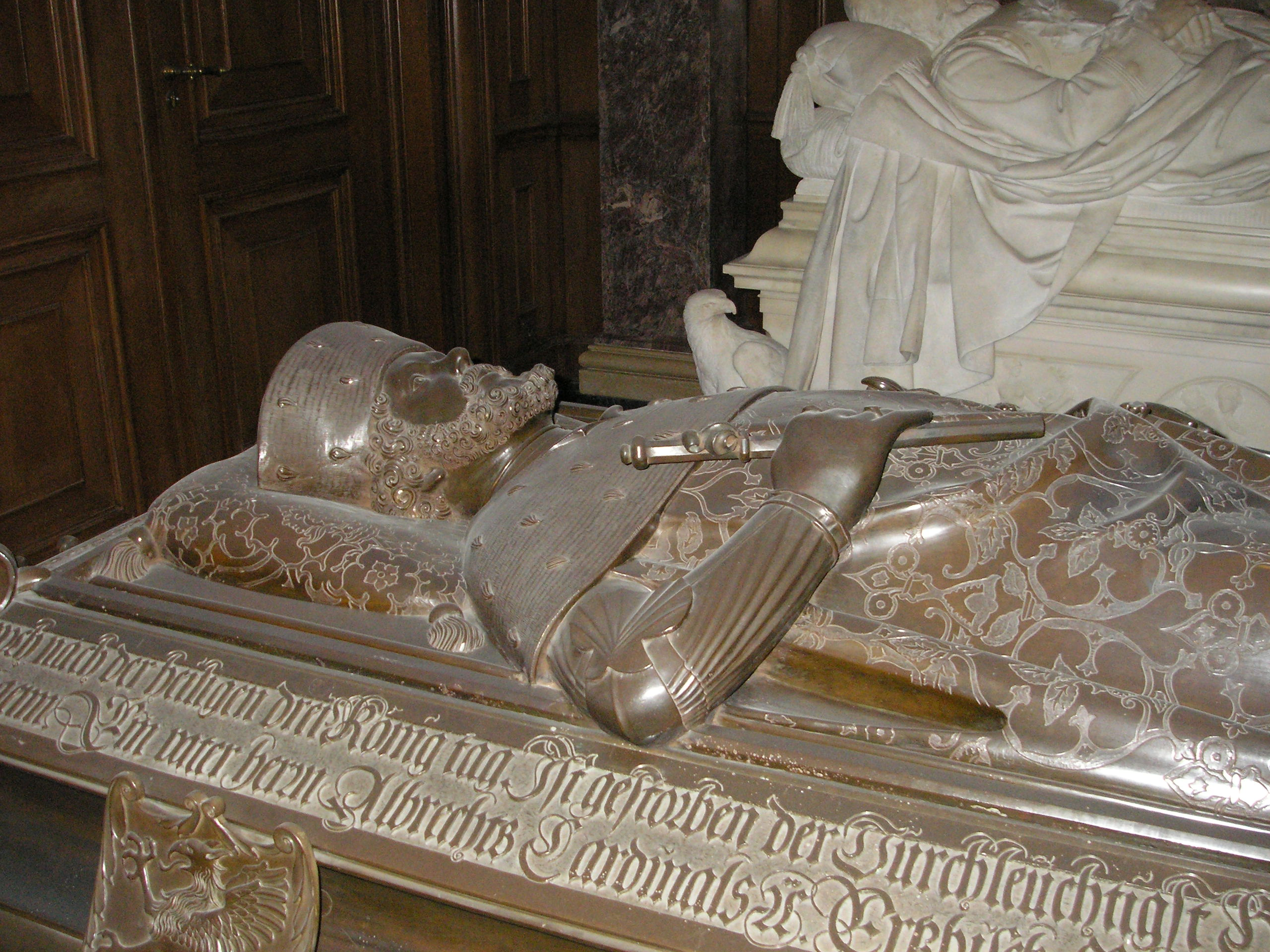
Tumba del elector Johann Cicero de Brandemburgo, hecha por Peter Vischer, 1524-30, ubicada en la Catedral de Berlín
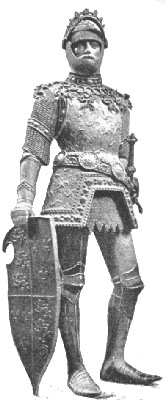
Rey Arturo
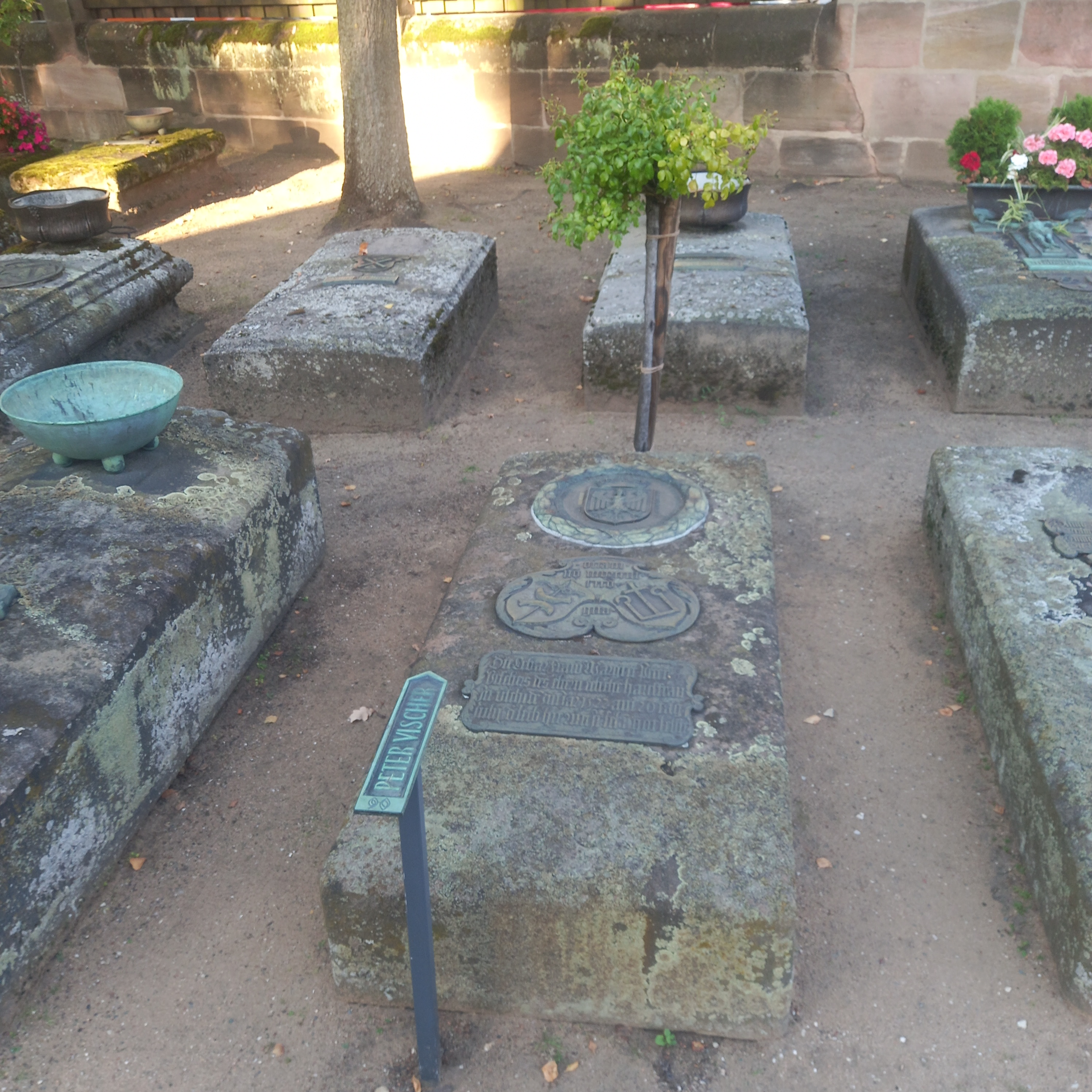
Tumba de Peter Vischer

- Datos: Q644278
- Multimedia: Peter Vischer the Elder / Q644278